# Nathan Gunn

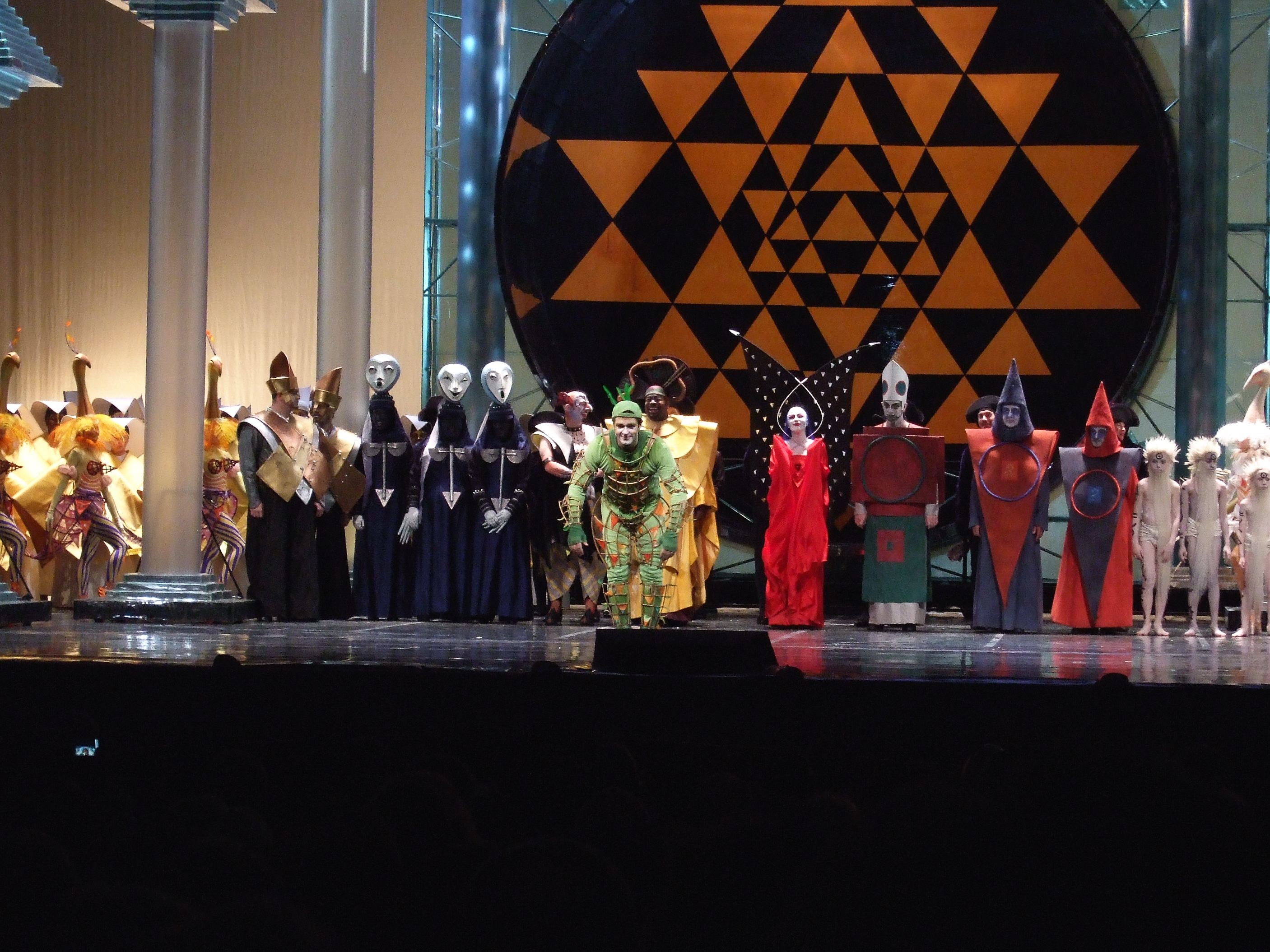
Nathan Gunn en 2010

Nathan Gunn (né le 26 novembre 1970 à South Bend, Indiana) est un chanteur d'opéra, baryton.

## Biographie
Nathan Gunn a joué dans de nombreux opéras, notamment le Metropolitan Opera, le San Francisco Opera ou le Lyric Opera of Chicago mais aussi Covent Garden, l'opéra de Paris, le festival de Glyndebourne et le théâtre royal de la Monnaie. L'artiste est également professeur de chant et directeur général du théâtre lyrique à l'Université de l'Illinois à Urbana-Champaign depuis 2007 et directeur du American Repertoire Council au Philadelphia Opera depuis 2012.
En 2000, il incarne le prince Bolkonski dans Guerre et Paix de Prokofiev mise en scène par Francesca Zambello à l'Opéra Bastille, aux côtés d'Olga Gouriakova (Natacha), Elena Obraztsova (Maria Dimitrievna) et Anatoli Kotcherga (Koutouzov),.
En août 2015, Gunn joue le personnage d' Inman dans la première mondiale d'un nouvel opéra présenté au Santa Fe Opera. Il s'agit de Cold Mountain de Jennifer Higdon, basé sur le roman du même nom de Charles Frazier qui remporte le National Book Award for Fiction en 1997,.
En 2010, Gunn reçoit son premier Grammy Award pour le meilleur enregistrement d'opéra avec Daniel Harding et le London Symphony Orchestra pour Billy Budd de Britten, puis, sera nommé pour Grammy Award 2017, pour Cold Montain, qui sera finalement attribué à The Ghosts Of Versailles de John Corigliano (chef d’orchestre James Conlon avec le chœur et l’orchestre de l'opéra de Los Angeles, sous label de Pentatone Music),.